# Синхронный перевод
Синхро́нный перево́д — один из наиболее сложных видов устного перевода, при котором переводчик переводит на целевой язык синхронно, одновременно с восприятием на слух речи на исходном языке, в отличие от последовательного перевода, когда переводчик говорит в паузах в речи на исходном языке. Синхронист — переводчик, специализирующийся на синхронном переводе.
Синхронный перевод выполняется, как правило, с применением специального оборудования для синхронного перевода, иногда для индивидуального слушателя используется техника нашёптывания (шушутаж). Возможность синхронного перевода объясняется тем, что в современных языках приблизительно 50 % слов приходится на долю слов, не содержащих никакой новой информации, при этом также существенно, что определённая часть информации всё равно не воспринимается слушателями.

## Оборудование для синхронного перевода

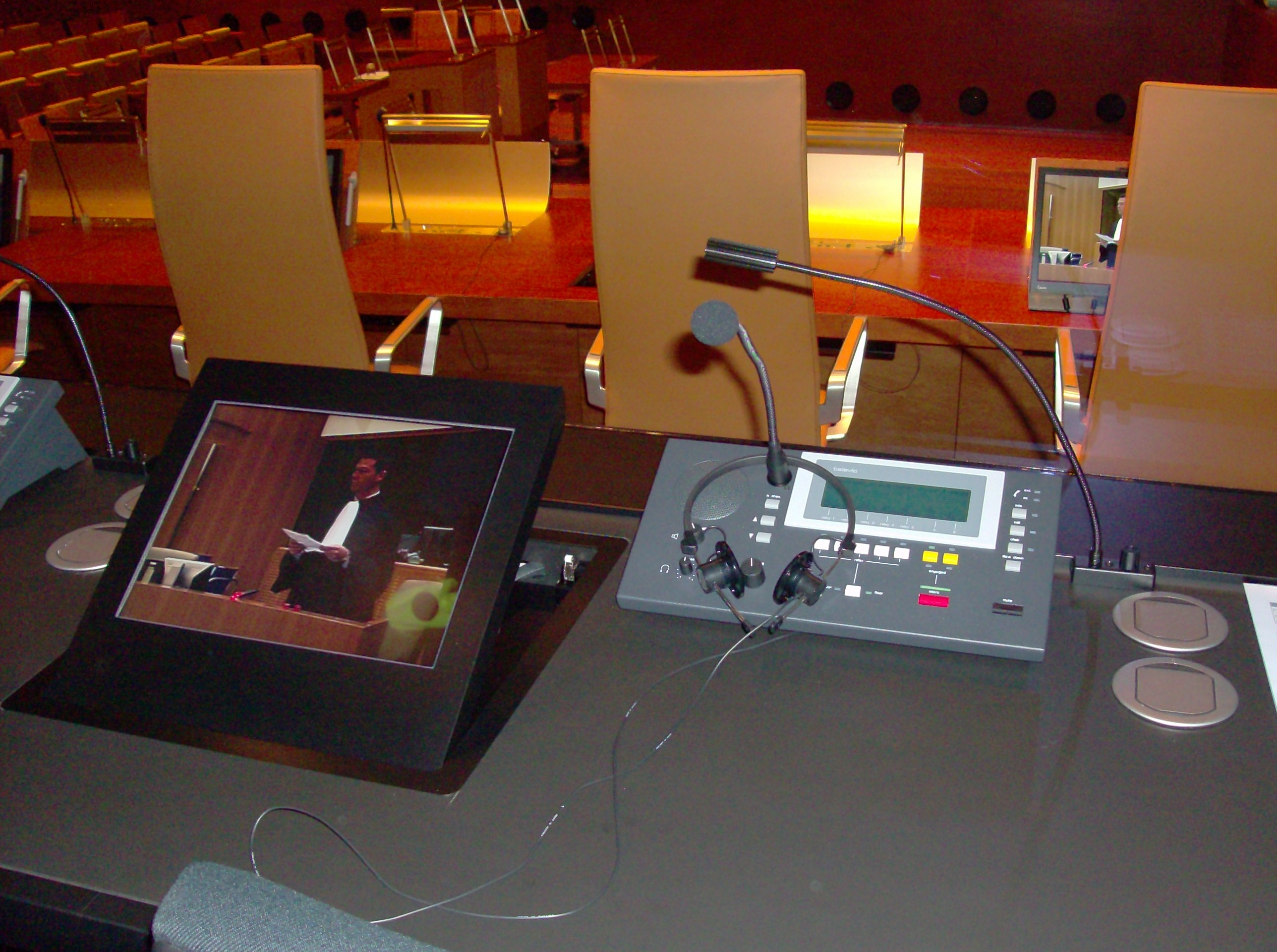
Оборудованное рабочее место переводчика в Суде Европейского союза

Специальное оборудование — это система синхронного перевода (либо стационарная, либо работающая на основе беспроводной передачи речи), обычно представляющая собой стационарную или разборную кабину (будку), где размещается система синхронного перевода, включающая две пары наушников и микрофон для переводчиков, а также набор наушников или переносных приёмников по числу участников, нуждающихся в переводе. Во время перевода переводчик-синхронист находится в изолированной кабине в наушниках со звукоизоляцией, чтобы собственный голос не заглушал голос оратора. Участники аудитории слышат перевод в персональных приемниках с наушниками. С использованием технологий синхронного перевода, как правило, организуются мероприятия (конгрессы, конференции, семинары, презентации) с участием большого числа людей и проводимые в больших конференц-залах или аудиториях.

## Разновидности синхронного перевода
На практике наблюдаются три разновидности синхронного перевода, которые относятся к разным видам перевода:
- синхронный перевод «на слух», когда синхронный переводчик воспринимает через наушники непрерывную речь оратора и осуществляет перевод блоками, по мере поступления информации — самый распространённый и самый сложный случай;
- синхронный «перевод с листа» с предварительной подготовкой или без неё, когда синхронный переводчик заблаговременно получает письменный текст речи оратора и выполняет перевод в соответствии с предоставленными материалами, внося необходимые коррективы по ходу развертывания речи;
- синхронное чтение заранее переведенного текста — в этом варианте синхронный переводчик, следуя за речью оратора, зачитывает заранее подготовленный текст и, при необходимости, вносит коррективы, если оратор по ходу выступления отступает от первоначального текста.

## Оценка
К преимуществам синхронного перевода по сравнению с последовательным обычно относят следующие:
- Речь выступающего (оратора) звучит без перерывов. Это позволяет выступающему удерживать внимание аудитории, чувствовать настроение и реакцию слушателей.
- Время проведения мероприятия уменьшается примерно в два раза по сравнению с использованием последовательного перевода.
- Удобство для участников: владение иностранным языком сегодня не редкость, поэтому многие участники предпочитают слушать доклады на иностранном языке в оригинале, и их раздражает, когда при последовательном переводе выступающий останавливается и все участники слушают перевод.
- Возможность осуществления перевода одновременно на несколько языков.

В то же время у синхронного перевода есть и отрицательные стороны:
- Стоимость синхронного перевода, как правило, выше по сравнению с последовательным переводом в силу более высоких ставок переводчиков-синхронистов и необходимости оплаты стоимости аренды специального оборудования.[3]
- Необходимость привлечения как минимум двух-трёх переводчиков-синхронистов, одинаково хорошо владеющих тематикой мероприятия.
- Для синхронного перевода характерен значительно более высокий уровень потери информации и меньший уровень её усвоения.

## Квалификация синхрониста
От синхрониста, кроме требований свободного владения иностранным и родным языком, грамотной и фонетически хорошо артикулированной речи на целевом языке, требуется некоторые специфические навыки. Прежде всего, это знание фонда устойчивых конструкций и клише, умение быстро находить их, то есть автоматизация языковых и речевых средств выражения, что позволяет обеспечивать быстроту реакции. Так как синхронный перевод требует высокой степени концентрации, то длительная работа на мероприятии с синхронным переводом требует высоких показателей умственной и физической выносливости. На крупных мероприятиях переводчики работают посменно, причём смена одного переводчика выбирается в промежутке 15—30 минут непрерывной работы.

## Обучение
Ввиду сложности овладение синхронным переводом требует основательного и длительного обучения. Синхронному переводу обучают на филологических направлениях университетов, в лингвистических вузах, существуют также специализированные учебные учреждения, сфокусированные на подготовке переводчиков. Международная ассоциация переводчиков конференций ведёт реестр учебных заведений, удовлетворяющих требованиям ассоциации, в которых обучают синхронистов для мероприятий; например, среди учебных заведений, готовящих переводчиков с английского на русский указаны Астраханский государственный университет, Университет Женевы, Университет Бата, Шанхайский университет иностранных языков,  Казахский университет международных отношений и мировых языков имени Абылай хана, Институт межкультурного менеджмента и коммуникаций французских Больших школ, Университет Париж III, Майнцский университет, Гейдельбергский университет, Мюнхенский институт иностранных языков и переводчиков, израильский Университет имени Бар-Илана, Лондонский городской университет, Международный институт Миддлбери-колледжа, высшие курсы перевода при Мерилендском университете.